# All the Rowboats
«All the Rowboats»  —del inglés, «Todos los botes de remos»— es una canción de los géneros anti-folk, indie rock y rock alternativo de la cantautora ruso estadounidense Regina Spektor. Se publicó como el primer sencillo de su sexto álbum de estudio What We Saw from the Cheap Seats, el 27 de febrero de 2012 por streaming, en descarga digital al día siguiente y en una versión en CD sólo disponible en Estados Unidos. Un video promocional de la misma vio la luz el 28 de marzo en la plataforma Youtube.
La canción no era inédita y su creación se remonta a 2004 o 2005, desde ese entonces Spektor la interpretó en ocasiones en presentaciones en vivo. El álbum de 2012 es la primera vez que quedó registrada discográficamente. El lanzamiento del sencillo fue el primer trabajo artístico de la cantante a más de tres años de su anterior álbum de estudio, Far, y a dos del lanzamiento de su versión de la canción de Radiohead, «No Surprises» en 2010.

## Lírica y melodías
«All the Rowboats» tiene una duración total de tres minutos y treinta y tres segundos y es una canción de Pop rock con influencias de pop, rock y folk alternativo, y estructurada sobre la base de piano rock. Por su peculiar estilo varias fuentes han coincidido que tiene cierta reminiscencia con la corriente artística barroca; algunas la han catalogado como «pop barroco», mientras que otras se inclinan más al rótulo «barroco electrónico instrumental»,  incluso llegando a describirla como un «perverso himno barroco a los clásicos en decadencia».
La lírica es poética con abundante uso de la metáfora, compara a los museos con mausoleos públicos y tumbas, y habla de los hipotéticos sentimientos de obras de arte en exhibición e instrumentos «encerrados para siempre» en cajas de cristal. En la letra, Spektor le asigna cualidades antropomórficas a diferentes objetos, recurso recurrente en sus canciones. En una entrevista con la publicación Seattle Weekly habló respecto del origen y significado de «All the Rowboats»; dejó en claro que la perspectiva de la canción es puramente ficcional, y que el punto de vista negativo sobre los museos no necesariamente se corresponde con su opinión personal, declarándose a sí misma como una «escritora de ciencia ficción» a la hora de componer canciones y una «amante del arte».

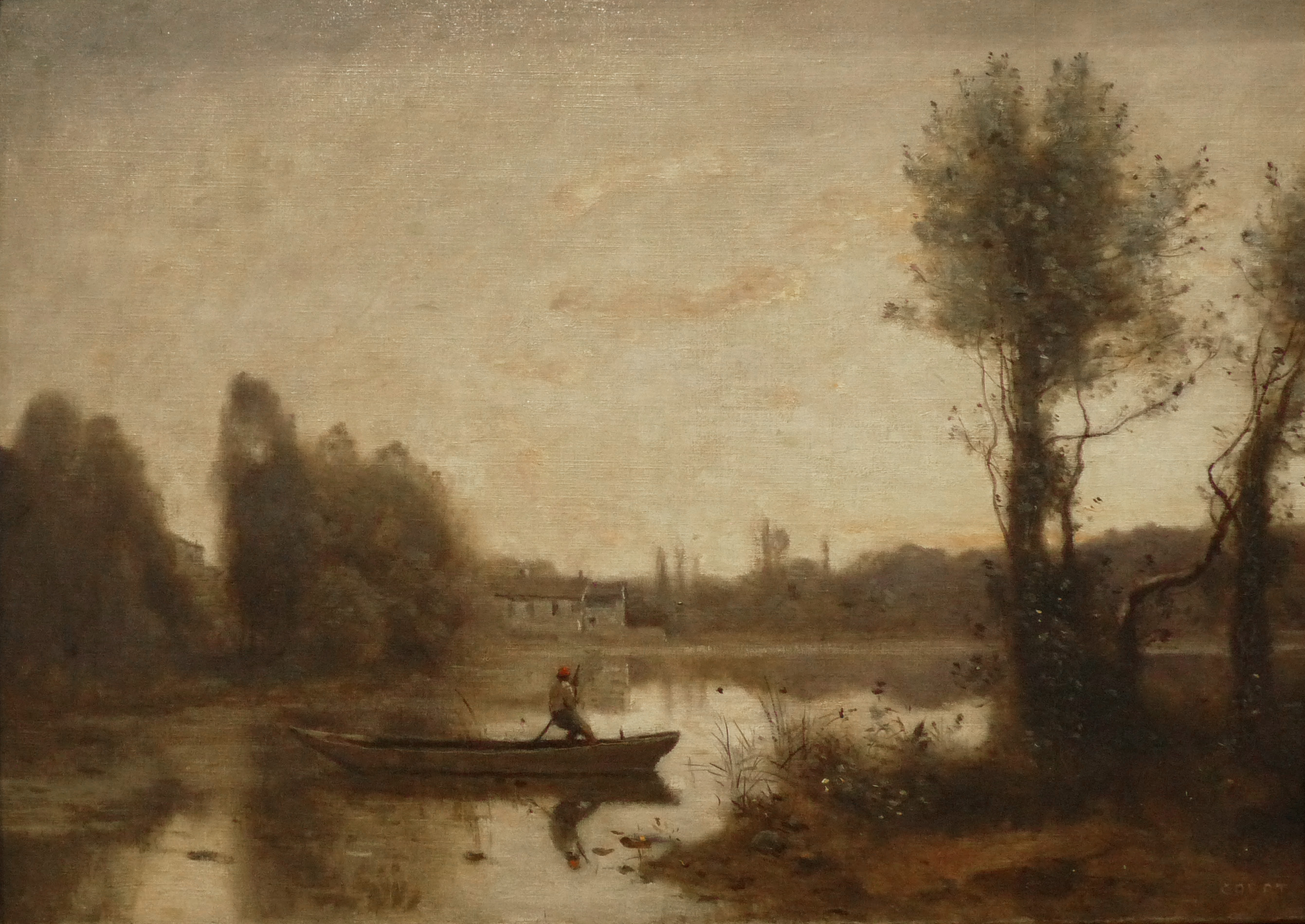
La canción comienza nombrando a los botes de remo retratados en antiguos óleos, y su hipotética necesidad de escapar de las pinturas que los contienen.

Creada a mediados de 2005, en sus inicios no contenía una batería y los sonidos similares a la percusión provenía exclusivamente de la voz y el micrófono de Spektor, cuando emulaba estos sonidos al interpretarla en vivo. La mímica de instrumentos específicos mediante la voz también es una característica presente en otras de sus canciones como en «The Party», aunque en este último caso se trata de una trompeta. Esto no es fruto de la improvisación en el escenario, sino que desde su concepción y composición, la cantante se imaginaba el rol de ciertos instrumentos en la musicalización, incluso si no era posible adicionarlos en ese momento. Por otra parte, el piano presenta una dinámica variante y notas erráticas. Sin embargo, a diferencia de otras canciones de su autoría donde este último es la pieza principal en la melodía, «All the Rowboats» incluye una fuerte base de sintetizadores, logrando ritmos techno eléctricos. En comparación con otras de sus obras, «All the Rowboats» evoca un sonido más oscuro y una temática seria y lúgubre. Parte de la lírica se canta en forma de rap, pero las vocales han sido descritas como «dulces y delicadas» a pesar de las melodías electrónicas enmarcadas por el piano y el significado oscuro de las letras. En el final de la canción, la percusión se ameniza y el staccato emula el sonido de vidrios rotos, representando la libertad de los objetos encerrados y el clímax final de la canción. La versión del álbum de 2012 a cargo del productor Mike Elizondo si incluye batería y tiene un sonido más estilizado. De acuerdo con una partitura publicada por EMI Music Publishing en el sitio web Musicnotes.com, la pista tiene un tempo allegro de 160 pulsaciones por minuto con un compás simple y está escrita en la tonalidad do menor.

## Promoción

### Video musical
El video musical de «All the Rowboats» ambienta una escena lúgubre y oscura, y refleja la lírica del sencillo. Spektor es la protagonista del mismo, y en él afronta situaciones siniestras relacionadas con la letra de la canción, se involucra imaginería náutica y se la observa luchar contra redes de pesca y nudos bajo el agua.
El 28 de marzo de 2012 la cantante anunció en su cuenta oficial de Facebook el lanzamiento del video promocional, comentando también sobre la codirección del mismo. Los cineastas y directores de videoclips Adria Petty y Peter Sluszka, y el animador Ivan Abel colaboraron en él. Petty, hija a su vez del músico allegado a Spektor Tom Petty, ya había trabajado con la cantante en la grabación del DVD de su anterior álbum en vivo de 2010 Live in London, mientras que Sluszka había dirigido el video del sencillo de 2006 de Spektor «Samson», proyecto en el que también estuvo involucrado Abel. Entre las técnicas de grabación empleadas destacan el stop motion —a cargo de Sluszka y utilizado sobre todo para emular el movimiento del agua— y la superposición de capas. El resultado fue un video con abundante uso de iluminación y efectos visuales, donde Spektor perdió sus característicos rulos naturales por un peinado alisado, y maquillaje diferente al que habitualmente usa. Petty también opinó sobre la relación entre el artista y el proceso de creación del video y afirmó que, para concebir «All the Rowboats», buscaron con Spektor «juntarse y meterse en una "caja negra" para ser capaces de colaborar en total comodidad, sin ataduras a un sello discográfico, nada pretencioso, prácticamente sin presupuesto». Las reproducciones combinadas ascienden a más de cinco millones. Amber Genuske, para The Huffington Post, incluso compara los efectos especiales del video con el cuadro de 1912 «Desnudo bajando una escalera nº.2» del artista Marcel Duchamp por la multiplicidad de capas superpuestas entre sí que posee la pintura.
El video recibió una nominación en  la edición de 2012 de los premios MTV Video Music Awards, en la categoría dirección de arte, junto a Of Monsters and Men, Lana Del Rey, Drake y Katy Perry, alzándose finalmente esta última con el premio por su trabajo «Wide Awake».

### Medios e interpretaciones en vivo
La canción fue incluida en la banda sonora del capítulo trece de la serie estadounidense Ringer. A raíz de esto Regina Spektor apareció como artista destacada (Artist´s spotlight) en el sitio web de la cadena The CW. Asimismo, la revista británica Q la eligió como la «pista del día» el 21 de mayo de 2012, otorgándole un espacio exclusivo en una sección de su sitio web.
Como parte de la promoción de su álbum de 2012, la cantautora interpretó «All the Rowboats» en el show televisivo estadounidense Late Show with David Letterman el 18 de mayo de 2012. En la presentación tocó el piano en vivo junto a músicos invitados, y simuló sonidos similares a los de una batería con su voz y pisadas, un guiño a los orígenes rústicos de la canción. En julio participó de una sesión íntima de grabación para la serie «The Live Room» a cargo de The Warner Sound. Para ello Spektor tocó una variedad de canciones de su álbum What We Saw from the Cheap Seats, incluyendo «All the Rowboats», «Open», «Patron Saint», «Don't Leave Me (Ne Me Quitte Pas)» y «How» en el Electric Lady Studios en Nueva York.
El sencillo forma parte del repertorio de la gira de 2012 de Spektor que incluye Estados Unidos, una variedad de países europeos, Australia y Nueva Zelanda.

## Lanzamiento y recepción
El sencillo estuvo disponible para la compra digital en la tienda virtual iTunes a partir del 28 de febrero de 2012, y un día antes se lo pudo escuchar vía streaming desde su sitio web oficial y en la plataforma SoundCloud. Esto fue más de tres meses antes del lanzamiento de What We Saw from the Cheap Seats. Sólo en los Estados Unidos se lanzó una versión en CD con empaque similar al de los vinilos, que contiene «All the Rowboats» junto con el segundo sencillo del álbum «Don't Leave Me (Ne Me Quitte Pas)».
La canción y su video promocional gozaron de críticas mayormentes positivas. The Huffington Post describe la trama de este último como «peculiar, una ecléctica mezcla de escenas, aparentemente inconexas entre sí, que de alguna manera trabajan muy bien juntas». El sitio web español Indiespot habló positivamente de la instrumentación de la pista, aunque respecto del video, afirmó que a pesar de que logra generar una atmósfera opresiva «no acaba teniendo la efectividad que cabría esperar». Rolling Stone tuvo una mirada general positiva del sencillo y lo calificó con tres estrellas y media de cinco. Robert Christgau señaló que «la amó». Entertainment Weekly afirmó que «All the Rowboats» era «arriesgada» y la destacó como una de las mejores canciones de What We Saw from the Cheap Seats junto con «Firewood».

## Formatos
Todas las canciones escritas y compuestas por Regina Spektor. 
| Descarga digital en iTunes |                    |          |  |
| N.º                        | Título             | Duración |  |
| 1.                         | «All the Rowboats» | 3:34     |  |

| Archivo en formato AAC (Estados Unidos) |                    |          |  |
| N.º                                     | Título             | Duración |  |
| 1.                                      | «All the Rowboats» | 3:33     |  |

| Sencillo promocional en CD con empaque de cartón cardboard sleeve (Estados Unidos) |                                     |          |  |
| N.º                                                                                | Título                              | Duración |  |
| 1.                                                                                 | «All the Rowboats»                  | 3:34     |  |
| 2.                                                                                 | «Don't Leave Me (Ne Me Quitte Pas)» | 3:39     |  |

- Fuente: Discogs[3]

## Posicionamiento en las listas
A pesar de la presencia de What We Saw from the Cheap Seats en varias listas internacionales y un tercer puesto en la estadounidense Billboard 200, «All the Rowboats» solo logró entrar en el puesto treinta y ocho la lista Rock Digital Songs, también de Billboard, con una semana de permanencia.
| País           | Lista                        | Mejor posición | Ref.   |
| -------------- | ---------------------------- | -------------- | ------ |
| Estados Unidos | Billboard Rock Digital Songs | 38             | [ 36 ] |

## Premios y nominaciones
| Año  | Premios                | Trabajo nominado                    | Categoría         | Resultado | Ref.   |
| ---- | ---------------------- | ----------------------------------- | ----------------- | --------- | ------ |
| 2012 | MTV Video Music Awards | Video musical de «All the Rowboats» | Dirección de arte | Nominado  | [ 23 ] |

## Personal
- Regina Spektor — vocales, piano y teclado
- Aaron Sterling — batería y percusión.
- Jay Bellerose — batería
- Mike Elizondo — bajo eléctrico, guitarra eléctrica y programación.